# مسيرة المليون مسلم

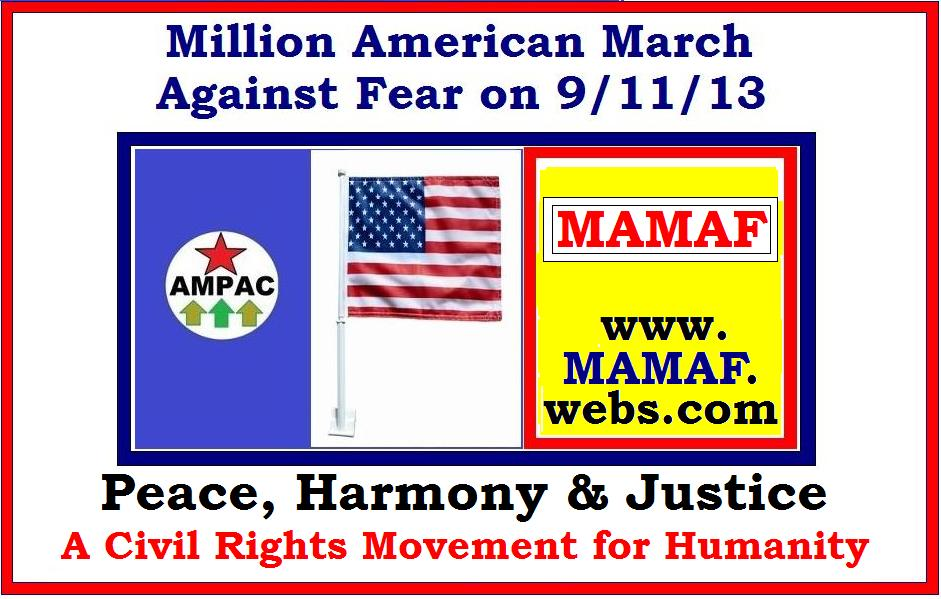
شعار المسيرة

مسيرة المليون مسلم كانت مسيرة احتجاجية نظمتها لجنة العمل السياسي الأمريكي المسلم (AMPAC) من كانساس سيتي بولاية ميزوري وتمت في واشنطن العاصمة في 11 سبتمبر 2013.

## التنظيم
في 16 يوليو 2013، ذكرت وكالة أنباء الولايات المتحدة أنه من المقرر في شهر مارس تنظيم مسيرة لذكرى 11 من سبتمبر في نفس اليوم من قبل مؤيدي نظرية المؤامرة 9/11. وفي 15 أغسطس 2013، ظهر السيد رابي علام على قناة فوكس نيوز الوطنية مع شان هانيتي، للدفاع عن مسيرة المليون مسلم. في اليوم التالي، ذكرت يو أس نيوز أنه قد تم تغيير اسم المسيرة إلى «سيرة مليون أمريكي ضد الخوف». في 17 أغسطس، ذكرت فوكس نيوز أن لجنة العمل السياسي الأمريكي المسلم (AMPAC) قد واجهت رد فعل عنيف لتخطيطها للمسيرة.

## معارضات وانتقادات
أدان المسيرة مجلس العلاقات الأمريكية الإسلامية وهي جماعة حقوقية مدنية مسلمة في الولايات المتحدة. كما وصف زهدي جاسر، عضو المنتدى الإسلامي الأمريكي من أجل الديمقراطية (AIFD) المسيرة بأنها استفزازية ومنتقدا في نفس الآن إيديولوجية حركة الحقيقة لهجمات 9/11. فيما وصفت شيلا موساجي من مجلة الأمريكيون المسلمون ما فعلته لجنة AMPAC بالضجيج الإعلامي لغياب الجوهر. وقبل أقل من شهر من المسيرة، كانت صفحة الفيسبوك الخاصة بالحدث تضم 57 عضوا.
قامت مجموعة أطلق عليها «مليوني بايكرز إلى العاصمة» (أي «مليوني راكب دراجة نارية إلى العاصمة») بمقاومة المسيرة، حيث جمعوا تبرعات والأموال للأسر ضحايا هجمات الحادي عشر من سبتمبر. وقبل احتجاجهم بلغت صفحة الفيسبوك الخاصة بهم 40000 عضوا. حاولت المجموعة الحصول على «تصريح بعدم التوفق أثناء الرحلة» دون جدوى.

## يوم المسيرة
ذكرت مذكرة واشنطن العاصمة بتاريخ العاشر من سبتمبر أنها تتوقع أن يكون هناك المئات من الأشخاص خلال مسيرة المليون مسلم و3 آلاف شخص من محتجي مجموعة مليوني بايكرز. لكن عند ظهيرة يوم 11 سبتمبر، اجتمع 25 شخصًا في مسيرة المليون مسلم، بما في ذلك المتحدث كورنيل ويست. ليحضر ما مجموعه بضع عشرات من الأشخاص معظمهم من مؤيدي نظرية المؤامرة 9/11 الغير المسلمة، بما في ذلك الفن اوليفييه وميرلين ميلر. الذين التقى بهم 20 من المتظاهرين المسيحيين. فيما قدرت يونايتد برس إنترناشيونال فعالية محتجي مجموعة راكبي الدراجة النارية بـ 75000 شخصا، لكن بعض المتفرجين أعطوا تقديرات أكبر بلغت مئات الآلاف. وقد ذكرت صحيفة ديلي ميل أن موقع الويب الخاص والهاتف الخاص بمسيرة المليون مسلم لم يكن من الممكن الوصول إليهما بعد المسيرة، في حين خططت حملة «بايكرز» على الفيسبوك لتكرار احتجاجهم في 11 سبتمبر العام القادم.